# Bundesstraße 98
De Bundesstraße 98 (ook wel B98) is een weg in de Duitse deelstaat Saksen.
Ze bestaat uit twee delen.Het westelijke deel begint bij Zeithain en loopt langs de stad Großenhain naar Laußnitz.
Het oostelijke gedeelte begint bij Bischofswerda en loopt langs de stad Neukirch naar Oppach. Ze is in totaal ongeveer 75 km lang.
Routebeschrijving
Oostelijk deel
Ze begint in Zeithain niet ver van Riesa op afrit Zeithain-Süd aan de B169. Ze loopt  door Glaubitz, Wildenhain waarna men ten noorden van Großenhain de B101 kruist. Ze komt door Schönfeld voor ze bij de afrit Thiendorf de A13 kruist. Om ten noorden van Laußnitz op de B97 aan te sluiten.
Vervanging
Tussen de aansluiting op de B97 en afrit Burkau A4 is de weg vervangen door de B97 en de A4,
B1 · B2 · B4 · B6 · B6n · B7 · B19 · B27 · B62 · B71 · B71n · B79 · B80 · B81 · B84 · B85 · B86 · B87 · B88 · B89 · B90 · B91 · B92 · B93 · B94 · B95 · B96 · B97 · B98 · B99 · B100 · B101 · B107 · B115 · B156 · B169 · B170 · B171 · B172 · B172a · B172b · B173 · B174 · B175 · B176 · B178 · B180 · B181 · B182 · B183 · B183a · B184 · B185 · B186 · B187 · B187a · B188 · B189 · B190 · B190n · B242 · B243 · B244 · B245 · B245a · B246 · B246a · B247 · B248 · B248a · B249 · B250 · B278 · B280 · B281 · B282 · B283 · B285